# Annie Genevard
Annie Marguerite Alice Genevard, nata Tharin (Audincourt, 7 settembre 1956), è una politica francese, dal 21 settembre 2024 ministra dell'Agricoltura, della Sovranità alimentare e delle Foreste nei governi Barnier e Bayrou.
Membro del RPR, dell'UMP e poi dei Repubblicani, è stata sindaca di Morteau dal 2002 al 2007, deputata del Doubs a partire dal 2012 e vicepresidente dell'Assemblea nazionale dal 2017 al 2022 e nuovamente nel 2024.
È stata segretaria generale dei Repubblicani dal 2017 al 2019, vicepresidente dal 2021 al 2023 e nuovamente segretaria generale dal 2023. Nel 2022 ha anche assunto per qualche mese la presidenza ad interim del partito.

## Biografia
Annie Marguerite Alice Tharin è nata il 7 settembre 1956 a Audincourt, nel dipartimento del Doubs, da Bernard Tharin, dirigente d'azienda, e Irène Tharin (nata Adami), politica, deputata per la 4ª circoscrizione del Doubs dal 2002 al 2007 e sindaca di Seloncourt dal 1993 al 2015 per l'UMP. I suoi nonni materni erano immigrati italiani comunisti.
Il 31 agosto 1983 ha sposato Dominique Genevard, farmacista. La coppia ha due figlie, Camille e Clémence.
Terminati gli studi superiori all'Università della Franca Contea di Besançon, ha ottenuto il CAPES in lettere classiche.
Ha insegnato lettere classiche al liceo Edgar-Faure di Morteau.